# Йохан Кристоф II фон Дегенфелд
Йохан Кристоф II фон Дегенфелд (на немски: Johann Christoph II. von Degenfeld; † 1680) е благородник от род Дегенфелд, собственик в Нойхауз (в Ерщет в Зинсхайм), на Ерщет (днес в Зинсхайм) и Ойленхоф (днес в Зинсхайм) и Вайбщат, също съ-господар на Хоен-Айбах (днес в Гайзлинген ан дер Щайге близо до Гьопинген) и Дюрнау (близо до Гьопинген).
Той е най-малкият син на Кристоф Якоб фон Дегенфелд († 1646) и първата му съпруга Анна Маргарета фон Хелмщат († 1631). Внук е на Йохан Кристоф I фон Дегенфелд (1563 – 1613) и съпругата му Барбара фон Райшах, вдовица на Йохан Волф фон Щамхайм († 1588). Баща му Кристоф Якоб е издигнат 1625 г. на фрайхер и се жени 1632 г. втори път за фрайин Барбара фон Хорнек († 1652). Братята му са Плайкард Кристоф, императорски капитан-лейтенант, умира неженен в Италия, и Кристоф Мартин фон Дегенфелд († 1684), генерал-лейтенант на Република Венеция, неженен.
При смъртта на баща му тримата братя са още малолетни. За опекуни са определени Йохан Конрад фон Хелмщат и Филип Лудвиг фон Найперг. Когато Йохан Кристоф II става пълнолетен, получава 1656 г. лично от херцога на Вюртемберг наследството. Той поема управлението, а братята му започват военна кариера в Италия.
Йохан Кристоф II започва да възстановява разрушенията от Тридесетгодишната война. Дадените му собствености във Вюртемберг са одобрени през 1674 г. от херцог Вилхелм Лудвиг и 1678 г. отново от администратор Фридрих Карл фон Вюртемберг-Винентал.
Йохан Кристоф II фон Дегенфелд умира през пролетта 1680 г. и е погребан в дворцовата църква на Нойхауз. Линията Дегенфелд-Нойхауз измира по мъжка линия през 1921 г.

## Фамилия
Йохан Кристоф II фон Дегенфелд се жени 1653 г. за Вероника Бенигна фон Дахенхаузен. Те имат децата:
- Кристоф Фридрих I (1655/60 – 1705, женен на 16 ноември 1678 г. в Швайгерн за Мария Магдалена фон Найперг († 1728)
- Еберхард Фридрих († 1681/82)
- Фердинанд Фридрих I (1661 – 1717), женен I. ок. 1687 г. за Мария Филипина Доротея фон Хелмщат († ок. 1706), II. на 3 май 1707 г. в Кохерщетен за Мария Магдалена фон Щетен (1665 – 1744)
- Луиза София († сл. 1730)
- Шарлота Мария (1680 – 1730)
- Максимилиан Август
- Йохан Кристоф III
- Йохан Кристоф IV
- Юлиана Вероника
- Шарлота Бенигна.